# Kabinet-Hata
Het kabinet–Hata (Japans: 羽田内閣) was de regering van het Keizerrijk Japan van 28 april 1994 tot 30 juni 1994.

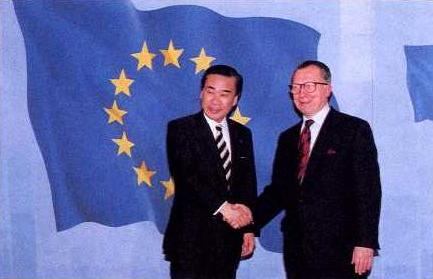
Premier Tsutomu Hata en voorzitter van de Europese Commissie Jacques Delors tijdens een werkbezoek in Brussel op 18 mei 1994.

## Kabinet–Hata (1994)
| Ambtsbekleder                                                | Ambtsbekleder     | Ambtsbekleder                            | Functie                                               | Ambtstermijn    | Ambtstermijn | Partij |
| ------------------------------------------------------------ | ----------------- | ---------------------------------------- | ----------------------------------------------------- | --------------- | ------------ | ------ |
|                                                              | Tsutomu Hata      | Tsutomu Hata 羽田孜 (1935–2017)          | Premier                                               | 28 april 1994   | 30 juni 1994 | JRP    |
|                                                              |                   | Hiroshi Kumagai 熊谷弘 (1940)            | Secretaris- generaal                                  | 28 april 1994   | 30 juni 1994 | JRP    |
|                                                              | Hajime Ishii      | Hajime Ishii 石井一 (1934–2002)          | Minister van Binnenlandse Zaken                       | 28 april 1994   | 30 juni 1994 | JRP    |
| Voorzitter van de Commissie voor Openbare Orde en Veiligheid | Hajime Ishii      | Hajime Ishii 石井一 (1934–2002)          |                                                       | 28 april 1994   | 30 juni 1994 | JRP    |
|                                                              | Koji Kakizawa     | Koji Kakizawa 柿澤弘治 (1933–2009)       | Minister van Buitenlandse Zaken                       | 28 april 1994   | 30 juni 1994 | LP     |
|                                                              | Hirohisa Fujii    | Hirohisa Fujii 藤井裕久 (1932–2022)      | Minister van Financiën                                | 9 augustus 1993 | 30 juni 1994 | JRP    |
|                                                              |                   | Shigeto Nagano 永野茂門 (1922–2010)      | Minister van Justitie                                 | 28 april 1994   | 8 mei 1994   | JRP    |
|                                                              | Hiroshi Nakai     | Hiroshi Nakai 中井洽 (1942–2017)         | Minister van Justitie                                 | 8 mei 1994      | 30 juni 1994 | DSP    |
|                                                              |                   | Eijiro Hata 畑英次郎 (1928)              | Minister van Economische Zaken                        | 28 april 1994   | 30 juni 1994 | JRP    |
|                                                              | Keigo Ouchi       | Keigo Ouchi 大内啓伍 (1930–2016)         | Minister van Volksgezondheid en Welzijn               | 9 augustus 1993 | 30 juni 1994 | DSP    |
|                                                              | Kunio Hatoyama    | Kunio Hatoyama 鳩山邦夫 (1948–2016)      | Minister van Arbeid                                   | 28 april 1994   | 30 juni 1994 | LP     |
|                                                              | Ryoko Akamatsu    | Ryoko Akamatsu 赤松良子 (1929)           | Minister van Onderwijs                                | 9 augustus 1993 | 30 juni 1994 | O      |
|                                                              |                   | Nobuaki Futami 二見伸明 (1935)           | Minister van Transport en Infrastructuur              | 28 april 1994   | 30 juni 1994 | NKP    |
|                                                              |                   | Koji Morimoto 森本晃司 (1942–2015)       | Minister van Bouw en Constructie                      | 28 april 1994   | 30 juni 1994 | NKP    |
|                                                              |                   | Mutsuki Kato 加藤六月 (1926–2006)        | Minister van Landbouw, Bosbouw en Visserij            | 28 april 1994   | 30 juni 1994 | JRP    |
|                                                              |                   | Katsuyuki Hikasa 日笠勝之 (1945)         | Minister van Communicatie en Post                     | 28 april 1994   | 30 juni 1994 | NKP    |
|                                                              |                   | Atsushi Kanda 神田厚 (1941–2008)         | Directeur- generaal van de JSDF                       | 28 april 1994   | 30 juni 1994 | DSP    |
|                                                              | Koshiro Ishida    | Koshiro Ishida 石田幸四郎 (1930–2006)    | Directeur- generaal voor Administratieve Zaken        | 9 augustus 1993 | 30 juni 1994 | NKP    |
|                                                              |                   | Yoshio Terasawa 寺澤芳男 (1931)          | Directeur- generaal van het Centraal Planbureau       | 28 april 1994   | 30 juni 1994 | JNP    |
|                                                              | Miki Omi          | Miki Omi 近江巳記夫 (1935)               | Directeur- generaal voor Wetenschap en Technologie    | 28 april 1994   | 30 juni 1994 | NKP    |
|                                                              | Toshiko Hamayotsu | Toshiko Hamayotsu 浜四津敏子 (1945–2020) | Directeur- generaal voor Milieubeleid                 | 28 april 1994   | 30 juni 1994 | NKP    |
|                                                              |                   | Moriyoshi Sato 佐藤守良 (1922–1996)      | Directeur- generaal voor de Ontwikkeling van Okinawa  | 28 april 1994   | 30 juni 1994 | JRP    |
|                                                              |                   | Sato Megumi 左藤恵 (1928–2021)           | Directeur- generaal van de Nationale Landmaatschappij | 28 april 1994   | 30 juni 1994 | JRP    |

Yoshida I ·
Katayama ·
Ashida ·
Yoshida II ·
Yoshida III ·
Yoshida IV ·
Yoshida V ·
I. Hatoyama I ·
I. Hatoyama II ·
I. Hatoyama III ·
Ishibashi ·
Kishi I ·
Kishi II ·
Ikeda I ·
Ikeda II ·
Ikeda III ·
Sato I ·
Sato II ·
Sato III ·
K. Tanaka I ·
K. Tanaka II ·
Miki ·
T. Fukuda ·
Ohira I ·
Ohira II ·
Suzuki ·
Nakasone I ·
Nakasone II ·
Nakasone III ·
Takeshita ·
Uno ·
Kaifu I ·
Kaifu II ·
Miyazawa ·
Hosokawa ·
Hata ·
Murayama ·
Hashimoto I ·
Hashimoto II ·
Obuchi ·
Mori I ·
Mori II ·
Koizumi I · 
Koizumi II ·
Koizumi III ·
Abe I ·
Y. Fukuda ·
Aso ·
Y. Hatoyama ·
Kan ·
Noda ·
Abe II ·
Abe III ·
Abe IV ·
Suga ·
Kishida I ·
Kishida II